# Gollitsch
Gollitsch är ett berg i Österrike.   Det ligger i distriktet Hollabrunn och förbundslandet Niederösterreich, i den nordöstra delen av landet, 70 km nordväst om huvudstaden Wien. Toppen på Gollitsch är 248 meter över havet.
Terrängen runt Gollitsch är huvudsakligen platt, men norrut är den kuperad. Närmaste större samhälle är Retz, 1,4 km söder om Gollitsch. 
Trakten runt Gollitsch består till största delen av jordbruksmark. Runt Gollitsch är det ganska glesbefolkat, med 48 invånare per kvadratkilometer.